# Gnophomyia subapicularis
Gnophomyia subapicularis is een tweevleugelige uit de familie steltmuggen (Limoniidae). De soort komt voor in het Neotropisch gebied.